# 60 mètres masculin aux Jeux olympiques de 1900
Pour un article plus général, voir Athlétisme aux Jeux olympiques de 1900.
Navigation
Saint-Louis 1904
L'épreuve du 60 mètres masculin aux Jeux olympiques de 1900 s'est déroulée le  15 juillet 1900, à la Croix-Catelan à Paris, en France. Elle est remportée par l'Américain Alvin Kraenzlein.
Alvin Kraenzlein remporte trois autres titres lors de ces Jeux sur 110 m haies, 200 m haies et au saut en longueur.

## Résultats

### Demi-finales

#### Demi-finale 1
| Rang | Athlète                | Nation     | Temps   | Notes |
| ---- | ---------------------- | ---------- | ------- | ----- |
| 1    | Alvin Kraenzlein       | États-Unis | 7 s 0   | Q     |
| 2    | Edmund Minahan (en)    | États-Unis | 7 s 0   | Q     |
| 3    | Norman Pritchard       | Inde       | 7 s 1   |       |
| 4–5  | Adolphe Klingelhoeffer | France     | Inconnu |       |
| 4–5  | Isaac Westergren (en)  | Suède      | Inconnu |       |

#### Demi-finale 2
| Rang | Athlète            | Nation     | Temps    | Notes |
| ---- | ------------------ | ---------- | -------- | ----- |
| 1    | Walter Tewksbury   | États-Unis | 7 s 2    | Q     |
| 2    | Stan Rowley        | Australie  | 7 s 3    | Q     |
| 3    | William Holland    | États-Unis | Inconnu  |       |
| 4–5  | Pál Koppán (en)    | Hongrie    | Inconnun |       |
| 4–5  | Ernő Schubert (en) | Hongrie    | Inconnu  |       |

### Finale
| Rang               | Athlète             | Nation     | Temps | Notes |
| ------------------ | ------------------- | ---------- | ----- | ----- |
| Médaille d'or      | Alvin Kraenzlein    | États-Unis | 7 s 0 |       |
| Médaille d'argent  | Walter Tewksbury    | États-Unis | 7 s 1 |       |
| Médaille de bronze | Stan Rowley         | Australie  | 7 s 2 |       |
| 4                  | Edmund Minahan (en) | États-Unis | 7 s 2 |       |